# Francisco Irarrázaval
Francisco José Irarrázaval (Ciudad de Mendoza, 5 de octubre de 1971) es un ex–jugador argentino de rugby que se desempeñaba como ala. Fue internacional con Los Pumas.

## Selección nacional
Fue convocado a los Pumas por primera vez en octubre de 1991 para enfrentar a Manu Samoa y jugó su último partido en octubre de 1992 contra el XV del León. En total solo disputó tres partidos y no marcó puntos.

### Participaciones en Copas del Mundo
Participó del Mundial de Inglaterra 1991 donde fue convocado a último momento por Luis Gradín, Irarrázaval nunca había jugado en los Pumas y debutó en el torneo. Los argentinos fueron eliminados en primera fase, tras caer derrotados en todos los partidos.
| Mundial                       | Sede       | Resultado      | PJ | Tries |
| ----------------------------- | ---------- | -------------- | -- | ----- |
| Copa Mundial de Rugby de 1991 | Inglaterra | Fase de grupos | 1  | 0     |

## Palmarés
- Campeón del Campeonato Argentino de Rugby de 2004.